# اغوز خان
اوغوز خاقان یا اوغوز خان (به ترکی: Oğuz Kağan یا Oğuz Han؛ آذربایجانی: Oğuz Xan یا Oğuz Xaqan؛ ترکمنی: Oguz Han یا Oguz Kagan) یک خان افسانه ای قوم ترک و از اجداد همنام ترکان اوغوز است. برخی از فرهنگ‌های ترک از افسانه اوغوز خان برای توصیف ریشه‌های قومی و قبیله ای خود استفاده می‌کنند. نسخه‌های گوناگون روایت که در نسخه‌های خطی مختلف نگهداری می‌شود، به زبان‌های پرشماری منتشر شده‌است. روایات مربوط به او غالباً اوغوزنامه نامیده می‌شود که روایات متعددی از آن‌ها وجود دارد که شاهکارها و فتوحات فراوان او را توصیف می‌کند، برخی از این‌ها با دیگر سنت‌های حماسی ترکی مانند سلجوق نامه و کتاب دده قورقود همپوشانی دارند.
نام اوغوز خان با مودون که به نام مته خان نیز شناخته می‌شود مرتبط شده‌است. دلیل آن این است که شباهت قابل توجهی میان زندگی نامه اوغوز خاقان در اساطیر ترکی و زندگی نامه مودو چانیو موجود در تاریخ نگاری چینی وجود دارد که نخستین بار توسط چین‌شناس روس-چواش بیچورین مورد توجه قرار گرفت.

## ارتباط با شخصیت‌های تاریخی

### مودون چانیو
بررسی‌های بیچورین (۱۸۵۱) نشان می‌دهد شباهت‌هایی بین اوغوز خان و مودون (رهبر هون‌ها در سده ۳ق.م) وجود دارد:
- شیوه‌های نظامی مشابه
- ساختار قبایل تحت فرمان
- روایت کشتن پدر

### ذوالقرنین
در برخی روایات ترکی (خصوصاً نسخه‌های متأخر) اوغوز خان با ذوالقرنین قرآن تطبیق داده شده است.

## نظام قبایل اغوز
اوغوز خان در اسطوره‌ها به عنوان بنیانگذار ساختار معروف به ۲۴ قبیله اغوز معرفی می‌شود که از شش پسر او منشأ گرفته‌اند:
- بوزوق‌ها (قبایل بزرگ)
- اوچوق‌ها (قبایل کوچک)
- هر گروه به چهار قبیله تقسیم می‌شود

این ساختار بعدها در امپراتوری‌های سلجوقیان و عثمانی تداوم یافت.

## روایات گوناگون
| منبع                | ویژگی‌های منحصر به فرد  | تاریخ تقریبی تدوین |
| ------------------- | ---------------------- | ------------------ |
| اوغوزنامه رشیدالدین | تأکید بر جنبه‌های سیاسی | سده ۱۴م            |
| نسخه اویغوری        | جنبه‌های شمنیستی        | سده ۱۵م            |
| روایت ترکمنی        | ارتباط با ذوالقرنین    | سده ۱۶م            |

## تمغاهای قبایل اغوز
هر یک از قبیله‌های ترک اغوز تمغای ویژهٔ خود را داشتند به صورت زیر:

آق‌اولی
آلایونتلو
افشار
بیات
بایندر
بیگدلی
بوگدوز
چاوولدور
چپنی
دودورغا
دوگر
ایمور
ایغدیر
قره‌اولی
قایی
قینیق
پچنک
سالور
یازیر
ییوا
یورگیر